# سيزا

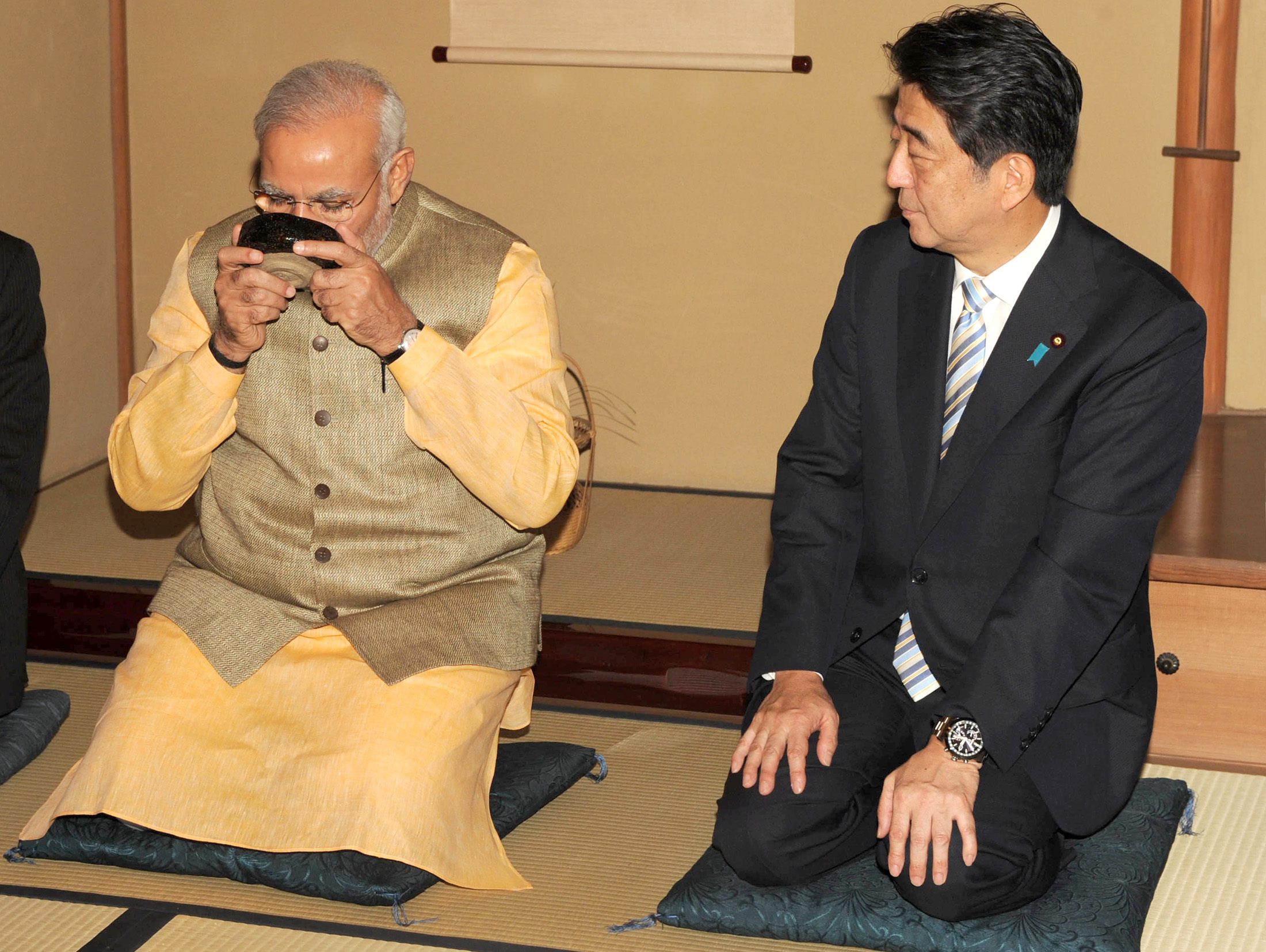
ناريندرا مودي (رئيس وزراء الهند) وشينزو آبي (رئيس وزراء اليابان) يجلسان في وضعية سيزا أثناء حفل الشاي.

السَيْزَا (باليابانية: 正座 أو 正坐) حرفيًا «الجلوس الصحيح» هو المصطلح الياباني للطريقة التقليدية الرسمية للجلوس في اليابان.

## الكيفية
الخُطُو لتنفيذ وضعية السيز يتم بعناية. حيث هناك طرق تقليدية مقننة للدخول والخروج من وضعية الجلوس حسب المناسبة ونوع الملابس. 

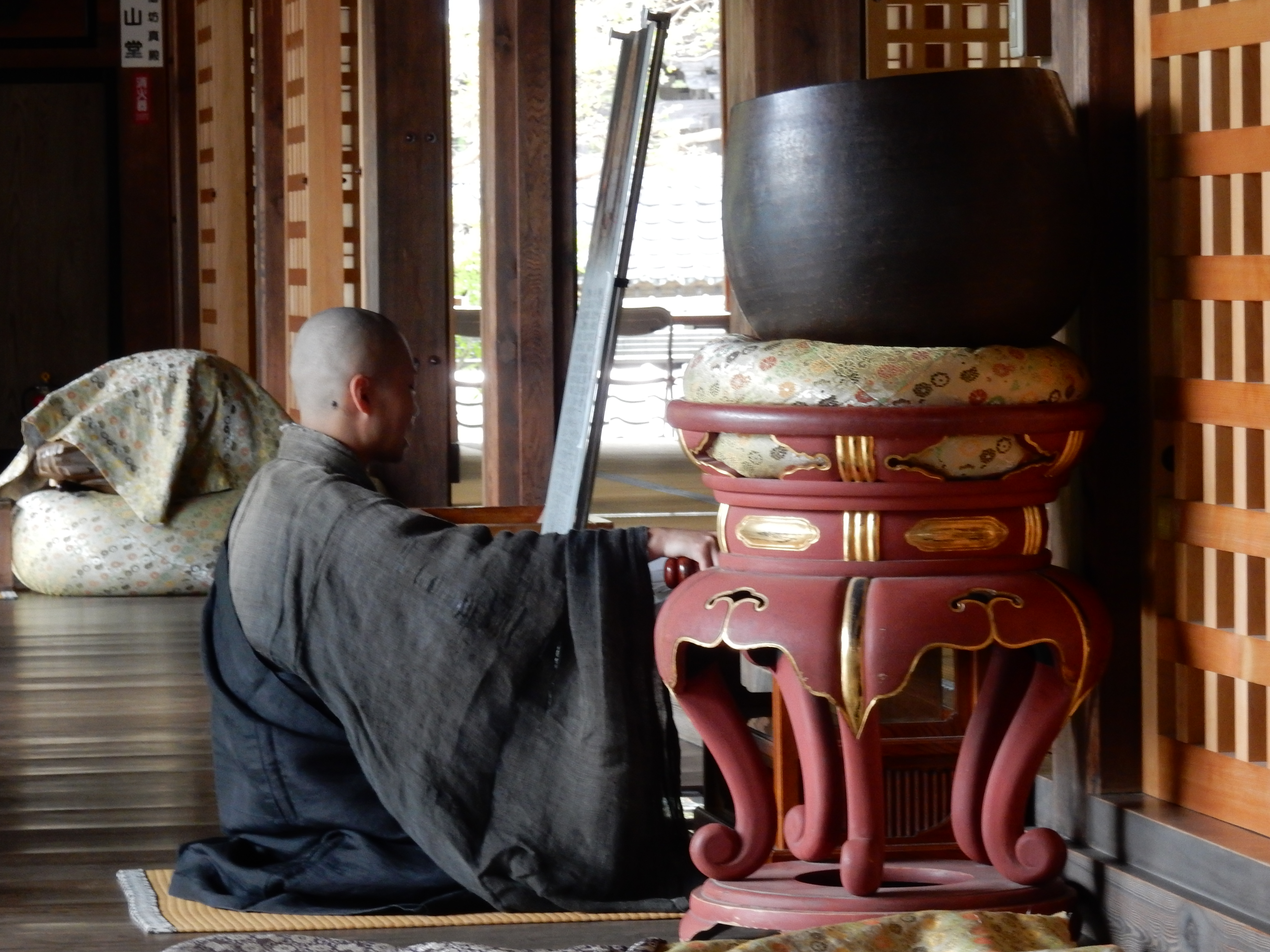
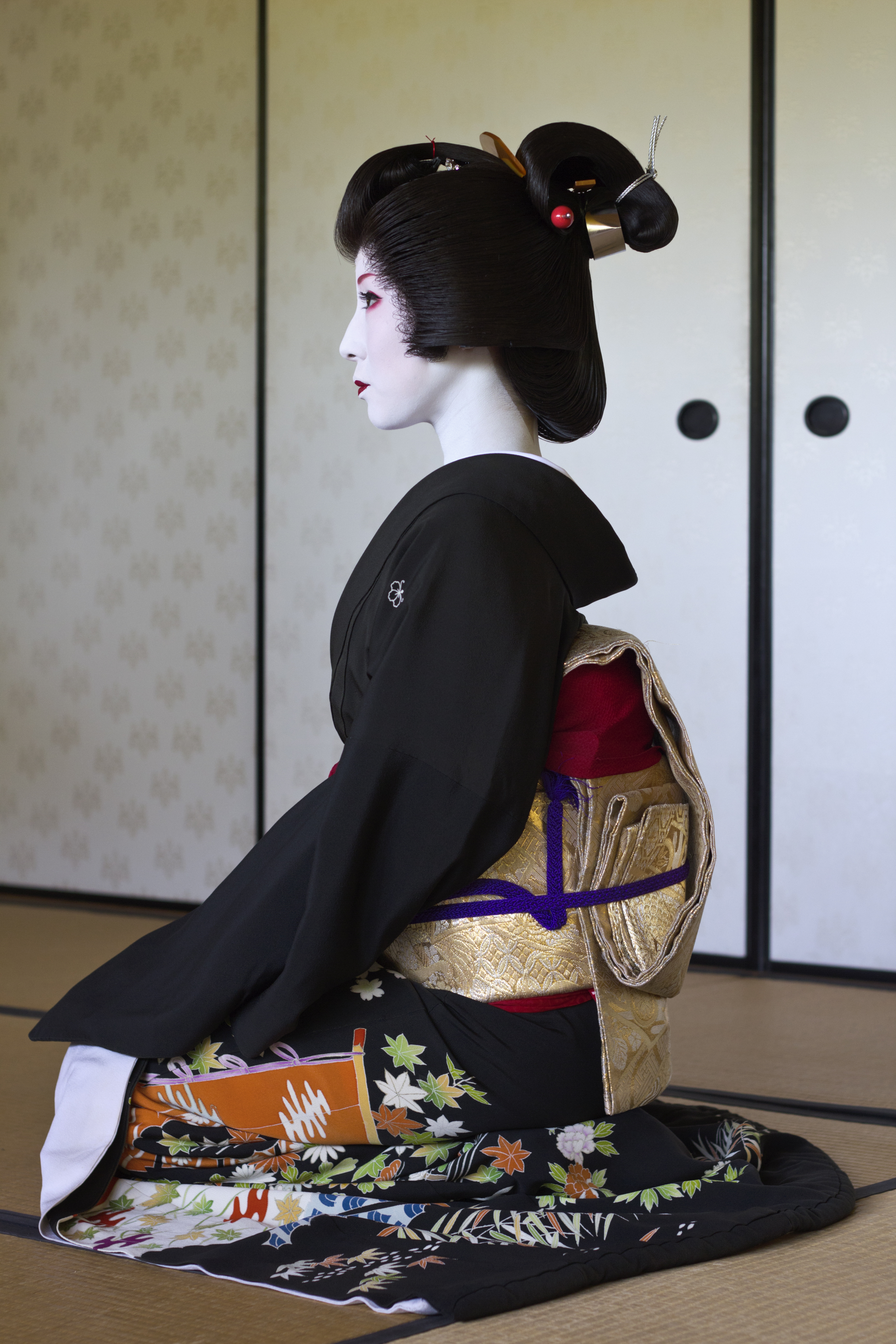
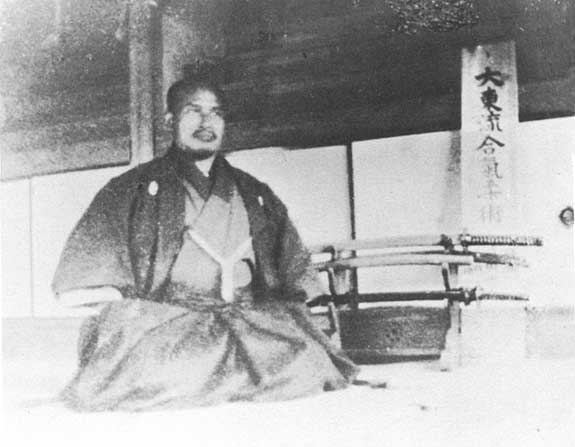
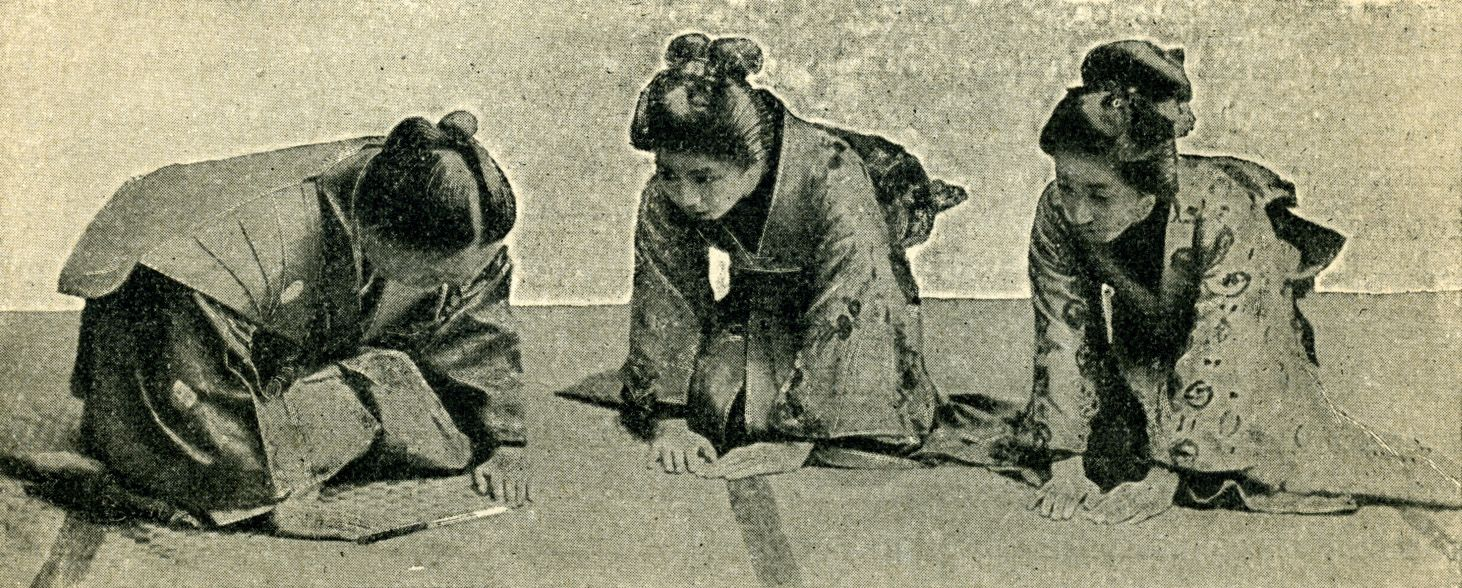
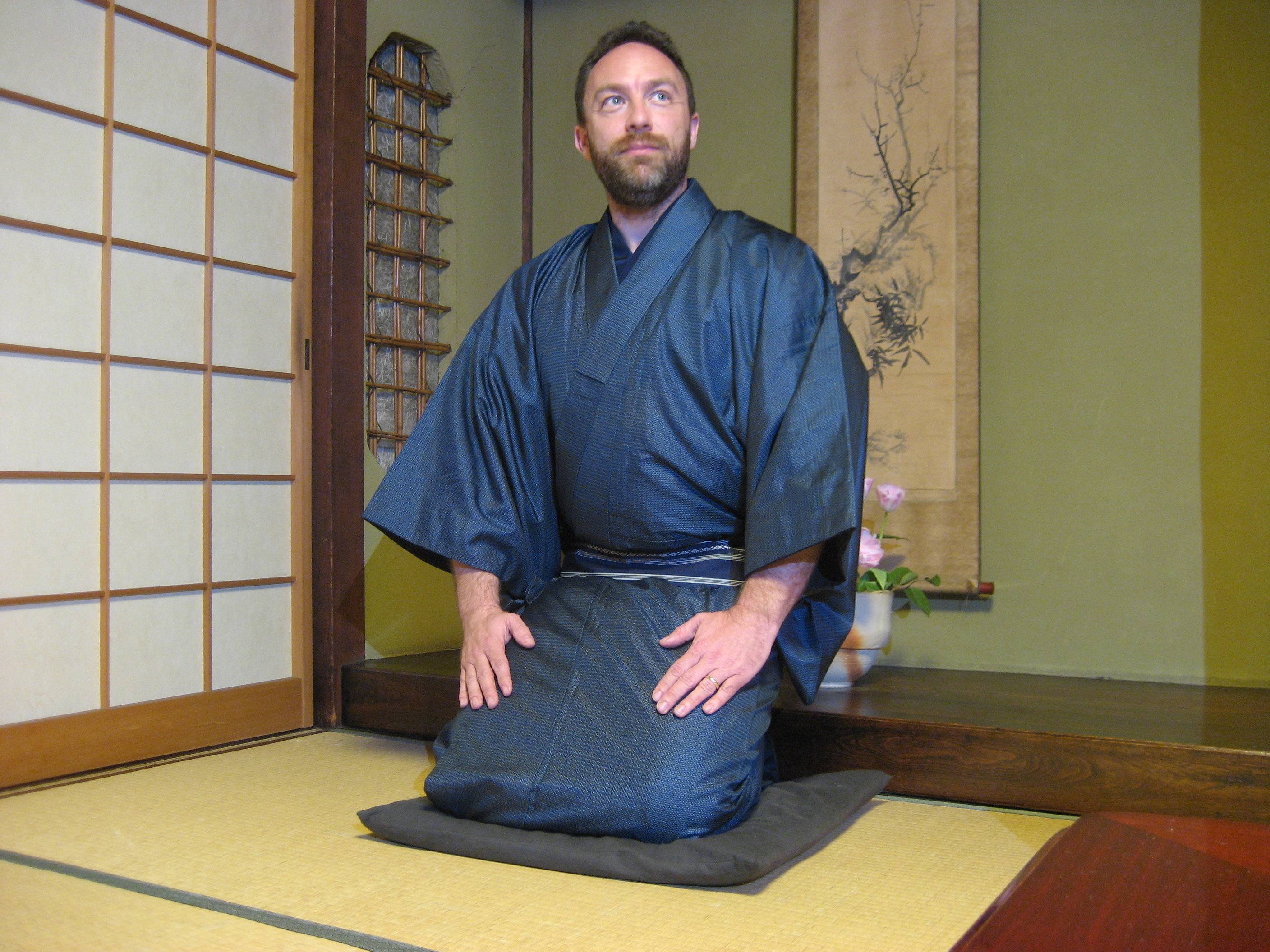

## التاريخ

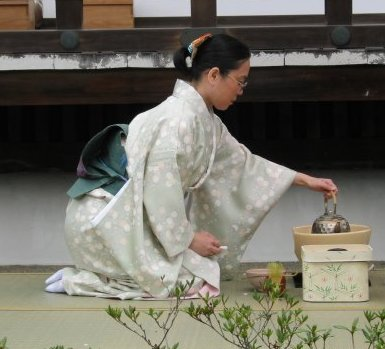
امرأة في وضعية جلوسالسيزا تؤدي حفل شاي ياباني.

قبل فترة إيدو، لم تكن هناك وضعيات معينة للجلوس على الأرض. خلال ذلك الوقت، تشيرالسيزا إلى «الجلوس الصحيح»، والذي اتخذ أشكالًا مختلفة مثل جلسة التربع أغورا (胡 坐 agura)، والجلوسبركبة واحدة مرفوعة تاتيهيزا (立 て 膝)، أو الجلوس على الجانب واريزا (座)، في حين أن الوضعية الشائعة باسم السيزا اليوم كانت تسمىكيزا.
تسببت الظروف الاجتماعية للناس، وأنماط الملابس، والأماكن التي يجلسون فيها بشكل طبيعي في آداب الجلوس اليابانية. وكان تطور الهندسة المعمارية اليابانية، في فترة موروماتشي، حيث كانت الأرضيات مغطاة بالكاملبحصير التاتامي (حصير سميك من قش الأرز)، جنبًا إلى جنب مع الشكليات الصارمة لطبقة المحاربين الحاكمة التي صُمم لها أساسًا هذا النمط من العمارة، بشرت بتبني وضعية الجلوس المعروفة اليوم باسم سيزا كطريقة محترمة للجلوس. وبحلول منتصف فترة إيدو، أصبحت عُرفًا للساموراي أن يجلسوا بهذه الطريقة عندما يلتقون شخصيات السلطة مثل الشوغون كرمز للطاعة والولاء. ومع ذلك، فربما حتى أواخر سنوات القرن 18 (من فترة غنروكو إلى فترة كيوهو) اعتمد اليابانيون عموما هذه الطريقة في الجلوس في حياتهم اليومية، وخلال عصر ميجي، أصبحت جبرا وضعية الجلوس الصحيحة، كجزء من «الثقافة والتقاليد اليابانية» التي تم إنشاؤها عن قصد خلال ذلك الوقت.
تُعد الطريقة بمثابة وضعية الجلوس الأرضية القياسية لمعظم المناسبات الرسمية التقليدية، وتُعد عمومًا الطريقة المحترمة للجلوس بحضور الرؤساء أو كبار السن ما لم يُسمح بغير ذلك.

## أرضية الجلوس
تنطوي السيزا على الجلوس على الأرض وليس على كرسي. في العمارة اليابانية التقليدية، تتميز الأرضيات في الغرف المختلفة المصممة للراحة بأرضيات منحصير التاتامي. وبالتالي ترتبط السيزا ارتباطا وثيقا مع أرضيات التاتامي. ومع ذلك، فهناك ظروف أين يجلس الناس بطريقةسيزا على أرضيات من الخشب الصلب. وفي العديد من فنون الدفاع عن النفس عمومًا، يتم وضع الجلوس هذا على أرضيات صلبة. وبناءًا على شكليات المناسبة والإعداد والوضع النسبي للشخص، يكون من المقبول أحيانًا الجلوس على وسادة خاصة تسمىزابوتون (حرفيًا «فوتون للجلوس»).

## الصعوبات

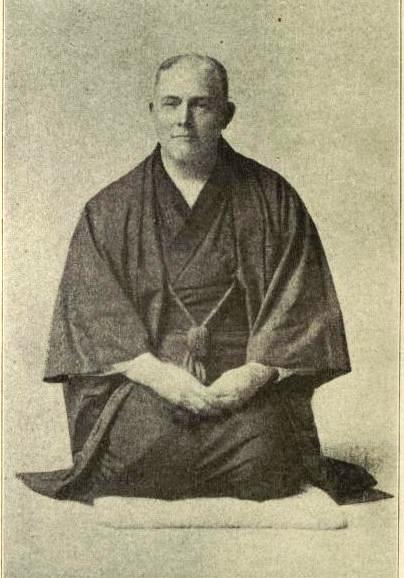
فريدريك ستار يجلس بأسلوبالسيزا على زابوتون.

يتم توفير مقعد في بعض الأحيان للأشخاص المسنين أو المصابين حتى عندما يُتوقع أن يجلسآخرون على طريقة السيزا. فمن المستحسن، على الأقل في المواقف الرسمية، أن تحاول على الأقل الجلوسبأسلوب السيزا. بينما غير اليابانيين الذين لم يكبروا وهم يجلسون هذه الجلسة، قد يجدون صعوبة في تطبيقها. أما الأشخاص غير المعتادينبالسيزا فقد يجدون صعوبات في الحفاظ عليها لأكثر من دقيقة أو دقيقتين وقد يؤدي إلى حدوث خدران في سيقانهم، حيث يؤدي ضغط الأعصاب إلى فقدان تدفق الدم، مع شعور مصاحب «بالدبابيس والإبر»، متبوعًا بألم حرق أو نخز في الجلد، ثم في النهاية يحدث تخدر في الساقين. ومع ذلك، فإن الانزعاج الجسدي ينقص بالتجربة والتعود مع تحسن الدورة الدموية. كما يمكن لممارسيالسيزا ذوي الخبرة الحفاظ على الوضعية لمدة أربعين دقيقة أو أكثر مع الحد الأدنى من الانزعاج. تتفاقم بعض مشاكل الركبة عند الجلوس في هذه الوضعية، وتحديداً مرض أوزغود-شلاتر. [بحاجة لمصدر]
هناك مقاعد خاصة بالسيزا متوفرة في اليابان. وهي كراسي قابلة للطي، صغيرة بما يكفي لحملها في حقيبة يد، والتي يتم وضعها بين القدمين والتي يستقر فيها أحد الأرداف عند الجلوس على طراز سيزا. كما أنها تسمح للشخص بالحفاظ على مظهر السيزا بينما يُستبعد الضغط عن الكعب والقدمين.
يعترف قانون جديد سيبدأ تطبيقه في أفريل عام 2020 بأن الجلوس بوضعيةالسيزا لفترات طويلة من الزمن هو شكل غير مقبول أخلاقياً من العقاب وفقًا لوزارة الصحة والعمل والرفاهية في اليابان.

## السيزا في الفنون التقليدية

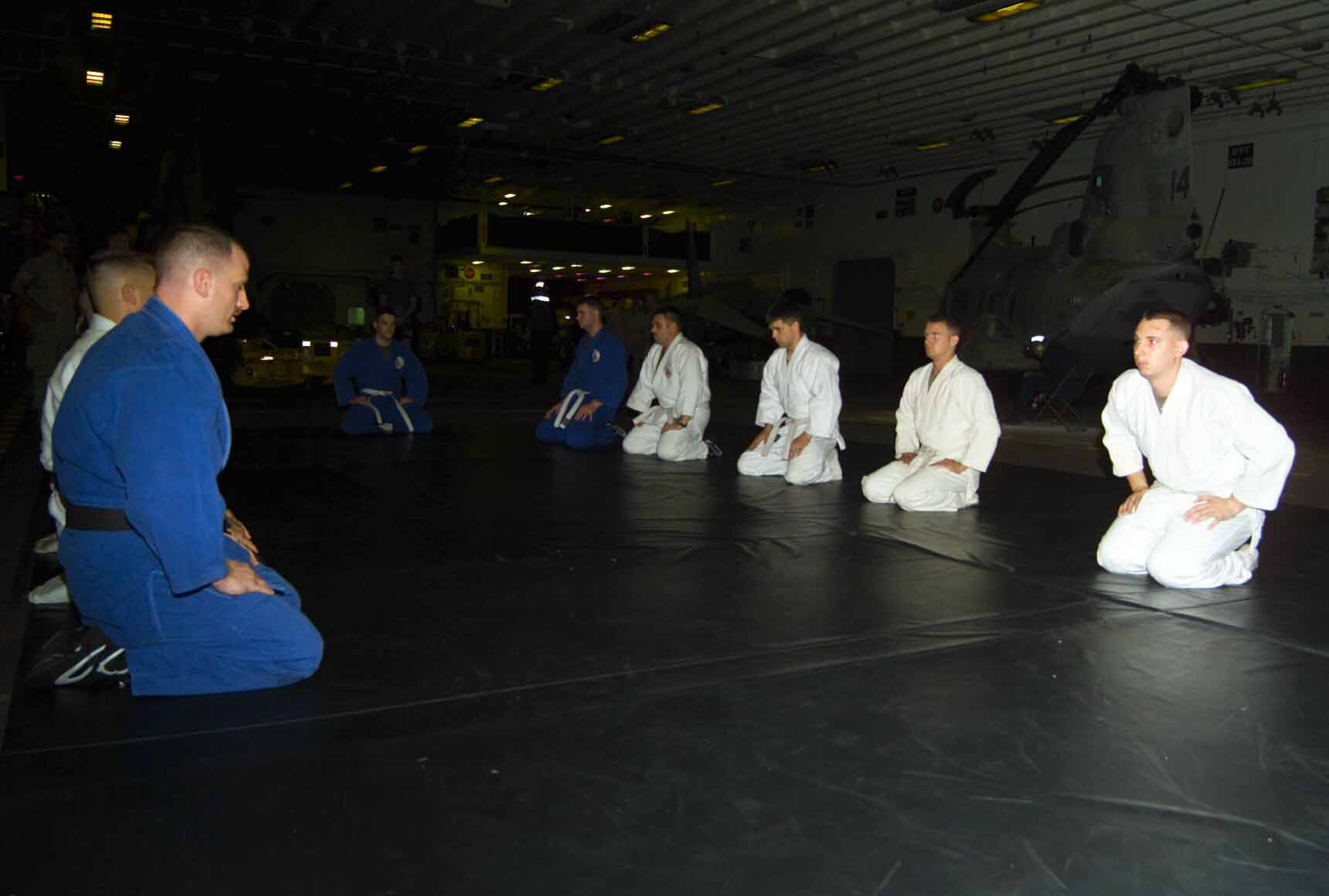
ينحني ممارس الجودو في اليمين، بينما يجلس بوضعيةسيزا.

الجلوس بطريقة السيزا جزء لا يتجزأ من الفنون اليابانية التقليدية، مثل بعض فنون القتال اليابانية وحفلات الشاي (تم اختراع نسخة من حفل الشاي في القرن التاسع عشر ولكن على طاولة وتدعىريوراي).السيزا هو أيضا الطريقة التقليدية للجلوس أثناء القيام بالفنون الأخرى مثلالشودو (فن الخط الياباني) والإيكيبانا (تنسيق الزهور)، ولكن مع الاستخدام المتزايد للأثاث على الطراز الغربي في أيامنا هذه أصبحت هذه الطريقة في الجلوس غير ضرورية.
العديد من مسارح الفنون التقليدية مثل الكابوكي والسومو لا تزال لديها أقسام جلوس الجمهورأين يجلس المتفرجون فيها بأسلوبالسيزا.

### الشِيكُّو
المشي بالقدمين والركبتين أثناء وضعية السيزا، معروف باسم شِيكُّو (膝行 shikkō، تحريك الركبة) ، يعتبر أكثر أدبًا من الوقوف والمشي العاديين.الشِيكُّو نادر للغاية اليوم، ولكنه موجود في بعض المطاعم التقليدية والريوكان (نزل)، كما يمارس في فنون قتال الأيكيدو، حيث يتعلم الممارسون الدفاع عن أنفسهم أثناء التحركبالشِيكُّو.

## وضعيات جلوس أخرى

### أغورا

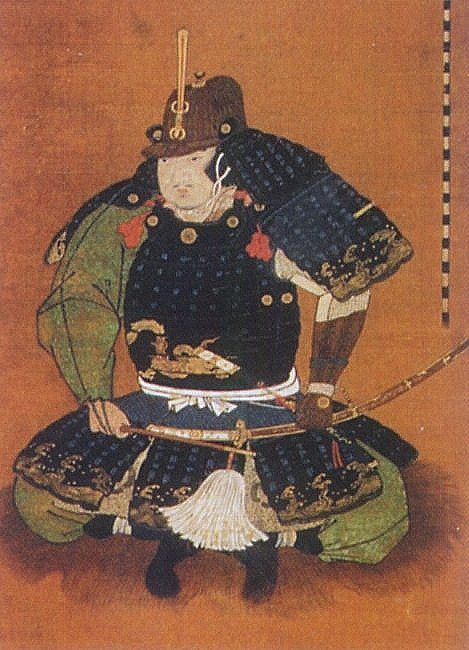
ساكاكيبارا ياسوماسا يجلس في وضعيةالأغورا

تربيع الأرجل أوأغورا، يعتبر غير رسمي وهو مناسب لحالات معينة فقط وليس لأخرى. وهو شائع في المواقف غير الرسمية، مثل تناول الطعام على طاولة منخفضة في مطعم غير رسمي، ومسموح به في المواقف الرسمية وخاصة بالنسبة لأولئك الذين لا يستطيعون جلوس السيزا، مثل كبار السن أو غير اليابانيين.

### يُوكُوزُوَارِي

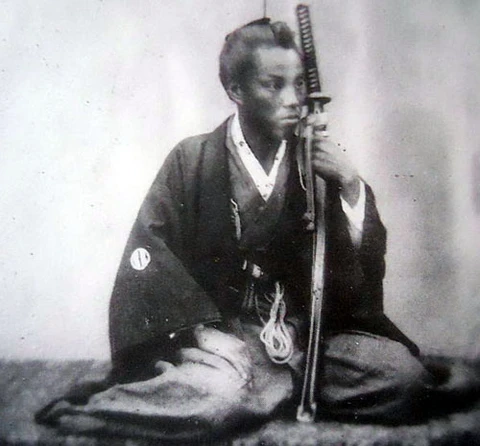
يجلس السامرائي جالس سيفه بيد واحدة.

من المستحيل القيام ببعض وضعيات الجلوس (مثل الأغورا،التاتيهازا، وما إلى ذلك) بالتنورات أو أنواع معينة من ملابس النساء التقليدية (مثل الكيمونو القديم) دون التعرض لخطر الكشف عن العورة، لذلك فهناك وضع جلوس غير رسمي بديل يكون بوضع الساقين في جانب واحد، مع جانب واحد من الوركين على الأرض، ويطلق عليه yokozuwari (横座り، literally "sideways sitting").

### واريزا
هناك وضعية جلوس غير رسمية أخرى للنساء يُطلق عليها واريزا (割座 تعني "الجلوس المنفصل") ، حيث تكون الأرداف على الأرض وطي أسفل الساقين على الجانبين.